# Vantage Hills
Die Vantage Hills (englisch für Aussichtshügel) sind eine kleine, an eine Geländestufe erinnernde Hügelkette im ostantarktischen Viktorialand. Sie überragen 8 km westlich des südlichen Endes der Gair Mesa einen Bergsattel zwischen dem Campbell- und dem Rennick-Gletscher.
Die Nordgruppe der New Zealand Geological Survey Antarctic Expedition (1962–1963) kartierte und benannte sie deskriptiv.